# Oecleus troxanon
Oecleus troxanon är en insektsart som beskrevs av Kramer 1977. Oecleus troxanon ingår i släktet Oecleus och familjen kilstritar. Inga underarter finns listade i Catalogue of Life.